# Basilika Unserer Lieben Frau der Guten Hoffnung

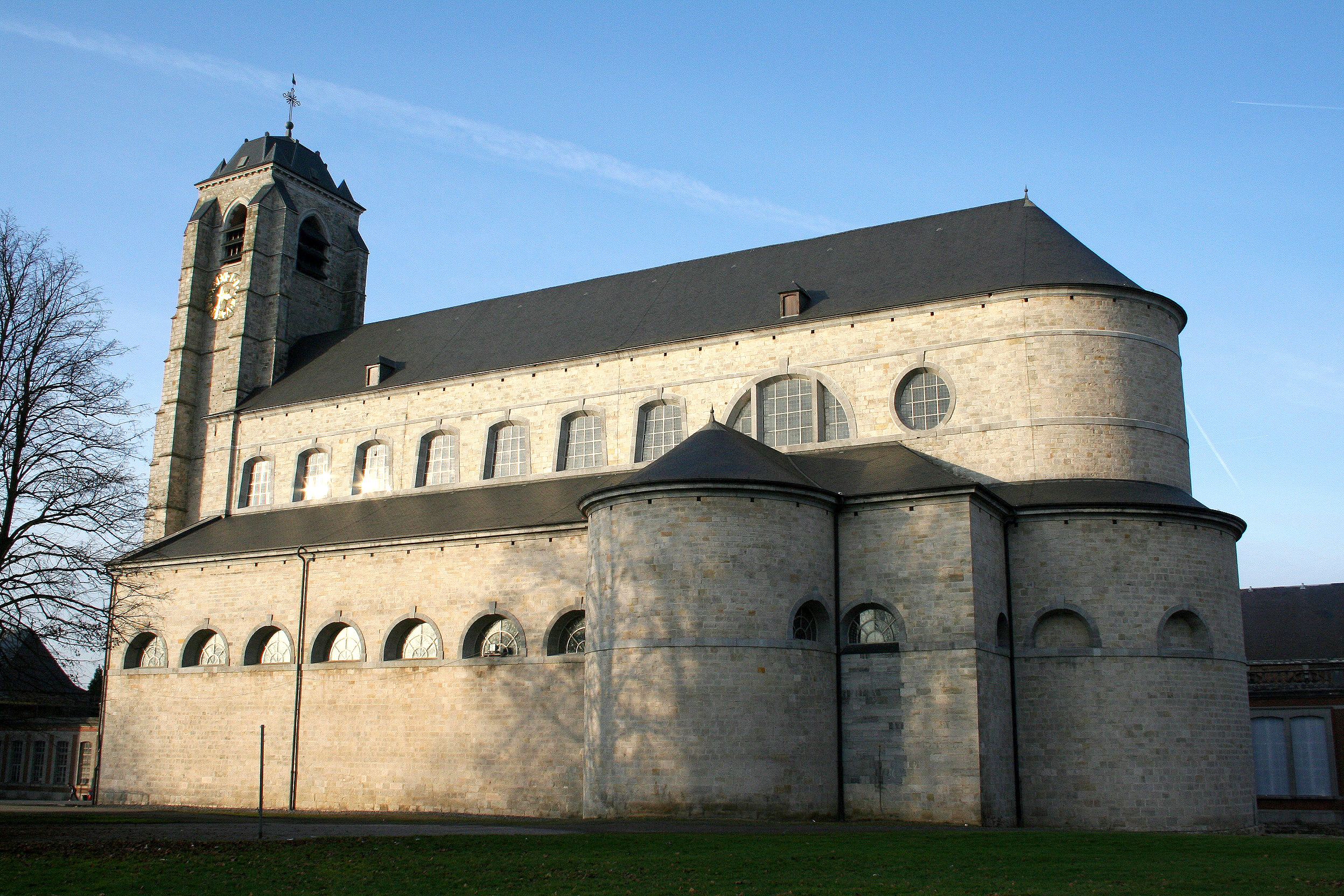
Seitenansicht der Abteikirche

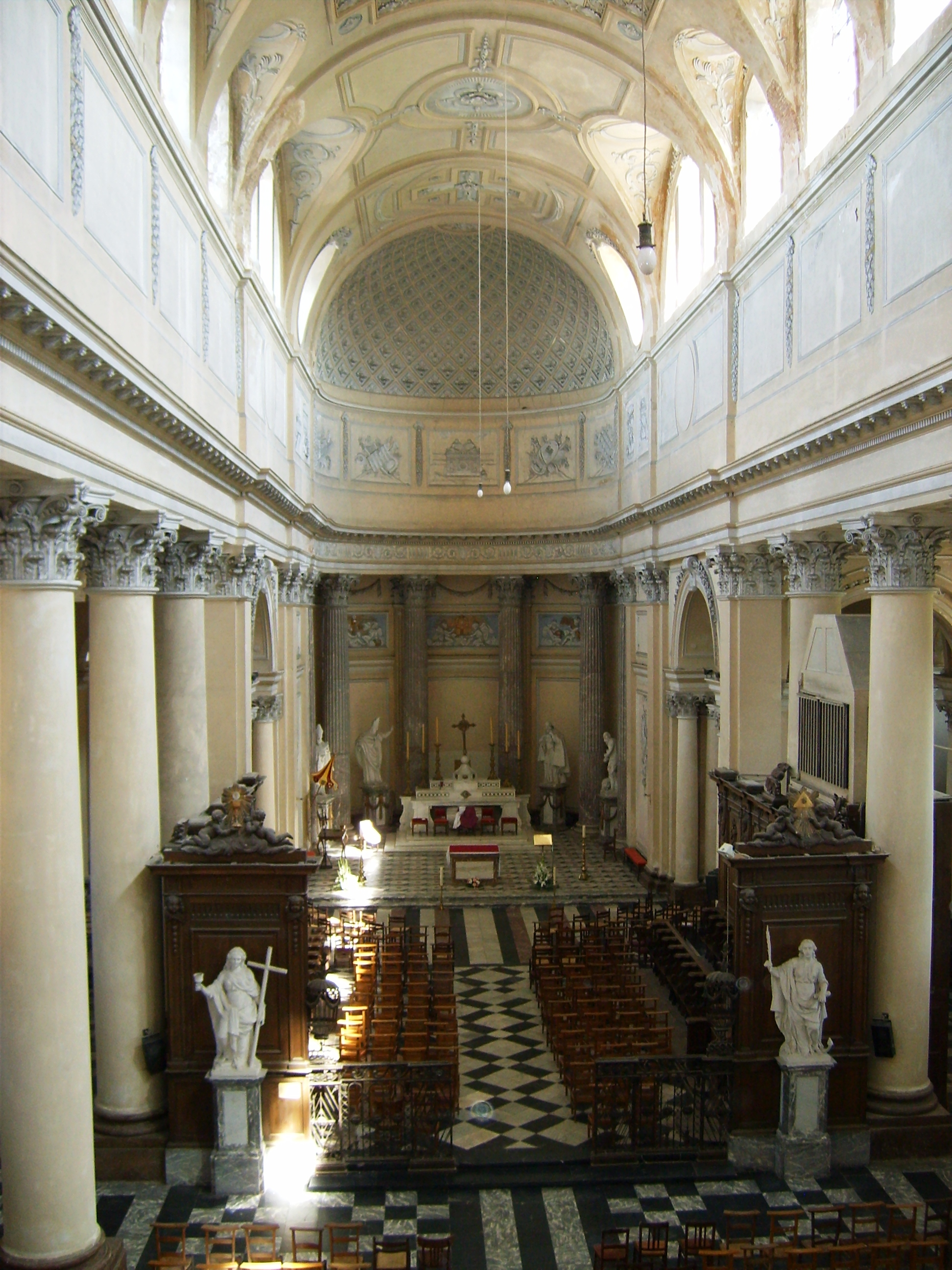
Chorraum der Basilika

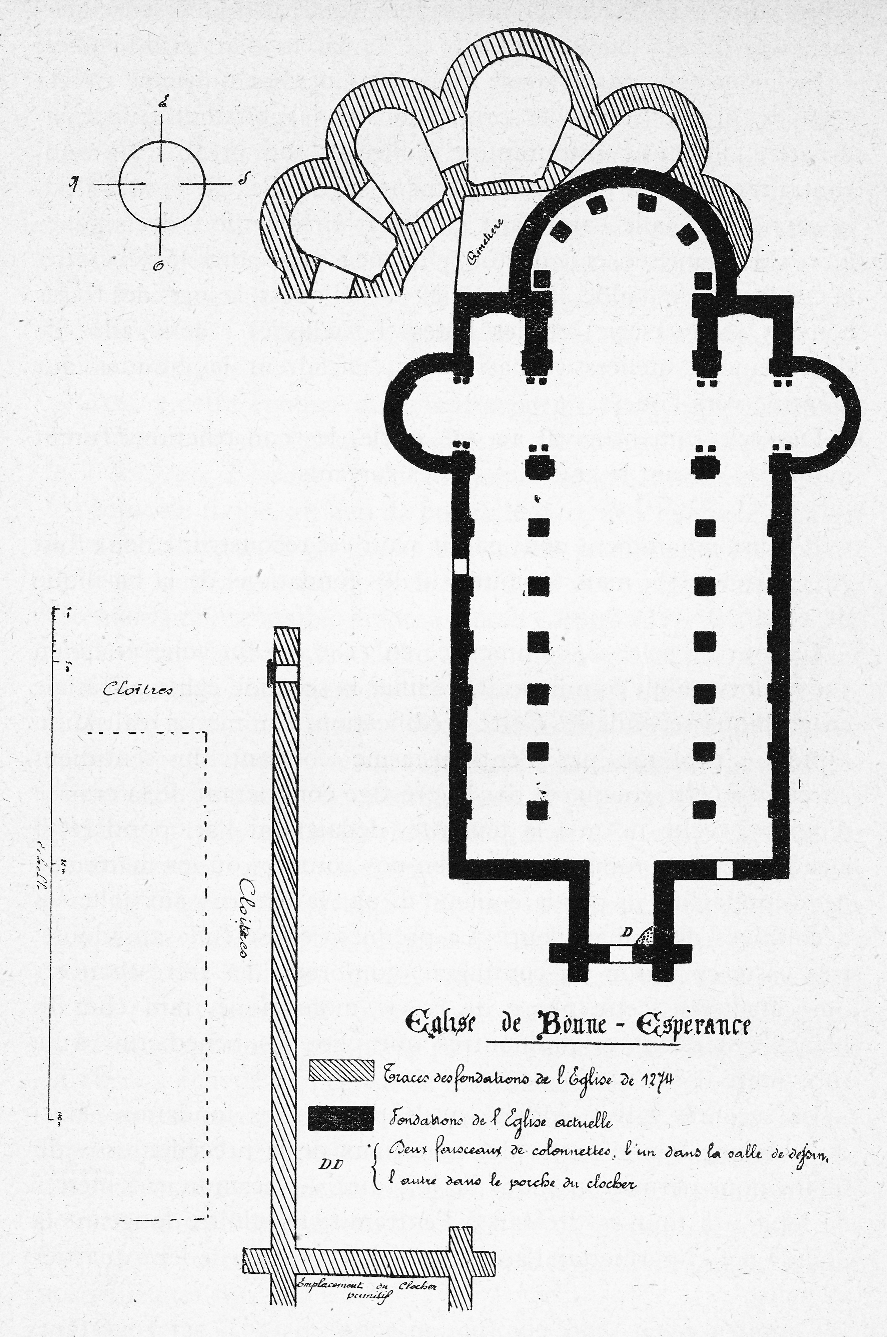
Grundriss der Basilika mit gotischen Fundamenten

Die Basilika Unserer Lieben Frau der Guten Hoffnung (französisch Basilique Notre-Dame de Bonne-Espérance) ist eine Kirche im Ortsteil Vellereille-les-Brayeux der Gemeinde Estinnes in der belgischen Provinz Hennegau. Die Kirche der ehemaligen Abtei von Bonne-Espérance trägt den Titel einer Basilica minor und ist ein in der Kategorie Monument geschütztes Kulturdenkmal Walloniens.

## Geschichte
Die Abtei der Prämonstratenser wurde im 12. Jahrhundert errichtet, von ihrer ersten Kirche aus dem Jahr 1132 ist nichts erhalten. Ihr Turm wurde noch für die zwischen 1266 und 1274 erbaute gotische Kirche verwendet, brach aber dann bereits 1277 ein. Die gotische Kirche war anfangs 100 Meter lang und 23 Meter breit, wurde aber beim Bau des neuen Turmes bis 1495 auf 64 Meter verkürzt. Die Kirche wurde während der Religionskriege des 16. Jahrhunderts verwüstet. Die Abtei und ihre Kirche wurden im 17. Jahrhundert renoviert, insbesondere dank der Unterstützung der Erzherzöge Albrecht VII. von Österreich und Isabella. Ende des 18. Jahrhunderts wurde ein Neubau beschlossen, die klassizistische Abteikirche ist das Werk des Architekten aus den österreichischen Niederlanden, Laurent-Benoît Dewez. Die Kirche wurde von 1770 bis 1776 unter Verwendung des gotischen Turmes in geänderter Ausrichtung gebaut. Nachdem die Abtei die Folgen der Französischen Revolution als einzige im Hennegau gut überstanden hatte, wandelte das Seminar von Tournai sie 1829 in eine Bildungseinrichtung um.
Im Jahr 1957 verlieh Papst Pius XII. der Abteikirche Unserer Lieben Frau der Guten Hoffnung den Rang einer Basilica minor.

## Bauwerk
Die klassizistische Kirche ist als dreischiffige Basilika ausgeführt. Vom Tonnengewölbe des Mittelschiffs gehen Stichkappen mit den Obergadenfenstern ab. Der Chorraum schließt mit einer runden, säulengeschmückten Apsis. Bedeutsam sind neben der Statue Unserer Lieben Frau zur Guten Hoffnung aus dem 14. Jahrhundert die 2,5 Meter hohen Steinfiguren in den Mauern der schmalen Seitenschiffe und im Chor, deren Heilige besonders für die Prämonstratenser bedeutsam waren.